# Aedin Mincks
Aedin Mincks (Georgia, 10 ottobre 2000) è un attore statunitense.

## Biografia
Nasce in Georgia, trascorre la sua infanzia in Illinois, più tardi si trasferisce a Los Angeles in California, dove intraprende la sua carriera di giovane attore. È il più piccolo dei tre fratelli Mincks.
Nella serie televisiva A.N.T. Farm - Accademia Nuovi Talenti, Farm svolge il ruolo di Angus Chestnut, un piccolo informatico, mentre nel film Una notte da leoni 2, ha il ruolo di Zach Galifianakis da bambino in una sua visione contorta della notte di cui non ricorda.
In Ted, ha il ruolo di Robert, un bambino che vuole a tutti costi avere Ted al punto di rapirlo grazie al padre, interpretato da Giovanni Ribisi.

## Filmografia parziale

### Cinema
- Faster, regia di George Tillman Jr. (2010)
- Una notte da leoni 2, regia di Todd Phillips (2011)
- Ted, regia di Seth MacFarlane (2012)

### Televisione
- The Sarah Silverman Program. - serie TV, 1 episodio (2008)
- E.R. - Medici in prima linea - serie TV, 1 episodio (2009)
- The Forgotten - serie TV, 1 episodio (2009)
- Desperate Housewives - serie TV, 1 episodio (2010)
- New Girl - serie TV, 1 episodio (2011)
- R.L. Stine's The Haunting Hour - serie TV, 1 episodio (2013)
- A.N.T. Farm - Accademia Nuovi Talenti - serie TV, 49 episodi (2011-2014)
- Cobra Kai - serie TV, 29 episodi (2019-2025)

## Doppiatori italiani
Nelle versioni in italiano dei suoi lavori, Aedin Mincks è stato doppiato da:
- Andrea Di Maggio in Ted
- Mattia Storani in Cobra Kai